# Эгнаташвили, Георгий Семёнович
Георгий Семёнович Эгнаташвили (Игнатьев) (გიორგი ეგნატაშვილი; 12 марта 1885 — 16 января 1962) — грузинский и советский спортивный гимнаст, тренер и спортивный организатор. Заслуженный мастер спорта СССР (1936, первый среди гимнастов). Заслуженный тренер СССР (1956). Участник Сокольского движения.

## Биография
В юности работал на железной дороге. В 1906 году начал заниматься гимнастикой в 1-й Тифлисской мужской гимназии, где преподавал Антонин (Антон Иосифович) Лукеш (Lukeš) — активный участник Сокольского движения.
В 1907 году в составе команды тифлисских гимнастов под руководством Лукеша принял участие в соревнованиях V Всесокольского слёта в Праге, где команда заняла второе место.
В 1909 году окончил пражские курсы сокольской системы и начал преподавать в Тифлисской грузинской дворянской частной гимназии.
В 1912 году был руководителем и тренером сборной, принявшей участие в соревнованиях VI Всесокольского слёта в Праге и занявшей первое место в низшей группе. На этих же соревнованиях стал третьим в личном зачёте.
В 1918 году принимал участие в создании грузинского гимнастического общества «Шевардени» («Сокол») и стал его руководителем.
В советские годы занимался развитием физической культуры в Грузии и подготовкой грузинских гимнастов, в частности в середине 1930-х годов был директором Центральной гимнастической школы Тбилиси. Автор учебника по физподготовке для неполных средних школ (1925) и квалификационных программ по гимнастике (1927).
С конца 1930-х годов преподавал в различных высших учебных заведениях: руководил кафедрой гимнастики Грузинского института физической культуры, работал старшим преподавателем физкультуры в ТГУ, а затем — Грузинском государственном политехническом институте.
Умер в 1962 году. Похоронен в Дидубийском пантеоне.

## Награды
Награждён орденом Трудового Красного Знамени.

## Память
В 1967 году имя Эгнаташвили было присвоено тбилисской СДЮШОР по спортивной гимнастике.